# Parafia św. Urszuli Ledóchowskiej w Sieradzu
Parafia Świętej Urszuli Ledóchowskiej w Sieradzu – rzymskokatolicka parafia w Sieradzu, należąca do diecezji włocławskiej i dekanatu sieradzkiego I. Powołana w 1990 roku. Obsługiwana przez księży diecezjalnych.